# Dorotea Šarlota Braniborsko-Ansbašská
Dorotea Šarlota Braniborsko-Ansbašská (28. listopadu 1661 – 15. listopadu 1705) byla německou šlechtičnou a sňatkem s Arnoštem Ludvíkem hesensko-darmstadtskou lankraběnkou.

## Život
Dorotea Šarlota se narodila jako dcera Albrechta II. Braniborsko-Ansbašského a jeho druhé manželky Žofie Markéty Oettingenské (1634–1664), dcery Jáchyma Arnošta Oettingenského.
1. prosince 1687 se provdala za Arnošta Ludvíka Hesensko-Darmstadtského. Ten byl do roku 1688 pod poručnictvím své matky Alžběty Dorotey Sasko-Gothajsko-Altenburské.
Dorotea Šarlota byla pietistkou a v prvních letech manželství ovlivňovala záležitosti státu ve prospěch pietistů. Ve spolupráci s Philippem Jacobem Spenerem, jehož patronkou se stala, propagovala pietismus u dvora a na místí univerzitě. PO její smrti se Arnošt Ludvík obrátil proti pietismu.
Dorotea Šarlota zemřela 15. listopadu 1705 a byla pohřbena v městském kostele v Darmstadtu.

## Potomci
- 1. Dorotea Žofie Hesensko-Darmstadtská (14. 1. 1689 Giessen – 7. 6. 1723 Öhringen)
  - ⚭ 1710 hrabě Jan Fridrich Hohenlohe-Öhringen (22. 7. 1683 Öhringen – 24. 8. 1765 tamtéž)

- 2. Ludvík VIII. Hesensko-Darmstadtský (5. 4. 1691 Darmstadt – 17. 10. 1768 tamtéž), hesensko-darmstadtský lankrabě od roku 1739 až do své smrti
  - ⚭ 1717 Šarlota z Hanau-Lichtenbergu (2. 5. 1700 Bouxwiller – 1. 7. 1726 Darmstadt)

- 3. Karel Vilém Hesensko-Darmstadtský (17. 6. 1693 Nidda – 17. 5. 1707 Giessen)
- 4. František Arnošt Hesensko-Darmstadtský (25. 1. 1695 Giessen – 8. 1. 1716 Darmstadt), svobodný a bezdětný
- 5. Frederika Šarlota Hesensko-Darmstadtská (8. 9. 1698 Darmstadt – 22. 3. 1777 tamtéž)
  - ⚭ 1720 Maxmilián Hesensko-Kasselský (28. 5. 1689 Marburg – 8. 5. 1753 Kassel)